# Martin Borgstedt

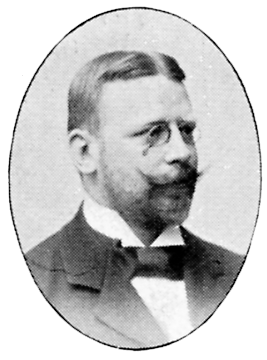
Martin Borgstedt.

Jakob Martin Borgstedt, född 30 september 1860 i Hallingeberg, Småland, död 2 maj 1915 i Stockholm, var en svensk arkitekt.

## Biografi
Efter studentexamen i Jönköping studerade Borgstedt  vid Tekniska högskolan i Stockholm 1880–1884. Han var sedan anställd på ett arkitektkontor i Stockholm 1884–1887. Han arbetade som privat arkitekt i New York 1887–1888, i San Francisco 1888–1890 och sedan åter i Stockholm från 1893. Han var assistent i arkitektur vid Tekniska högskolan 1893–1896 och redaktör för Teknisk Tidskrifts avdelning för byggnadskonst från 1894. Han blev generalsekreterare i Svenska Teknologföreningen 1895.
Bland hans arbeten märks sparbanksbyggnaden i Mariestad (nu riven) och riksbanksbyggnader i Gävle, Halmstad, Kristianstad Nyköping och Uppsala. Vid sidan av Ferdinand Boberg var Borgstedt en av de arkitekter som tidigt introducerade en arkitektur inspirerad av Chicagoarkitekten Henry Hobson Richardson i Sverige. De typiska valven i de tunga stenmurarna återfinns bland annat i riksbanksbygget i Gävle samt i sparbanksbyggnaden i Mariestad.

## Bilder

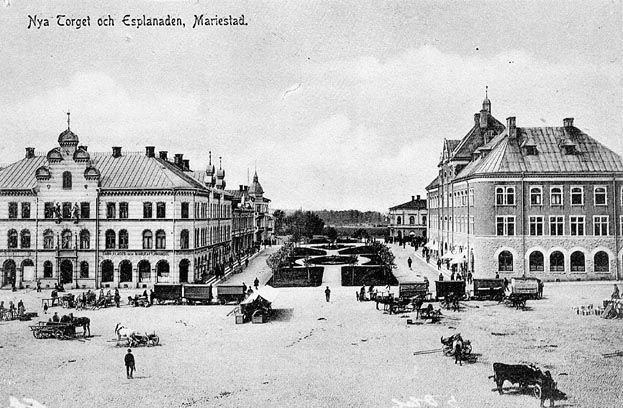
Sparbankshuset i Mariestad (t.h.)
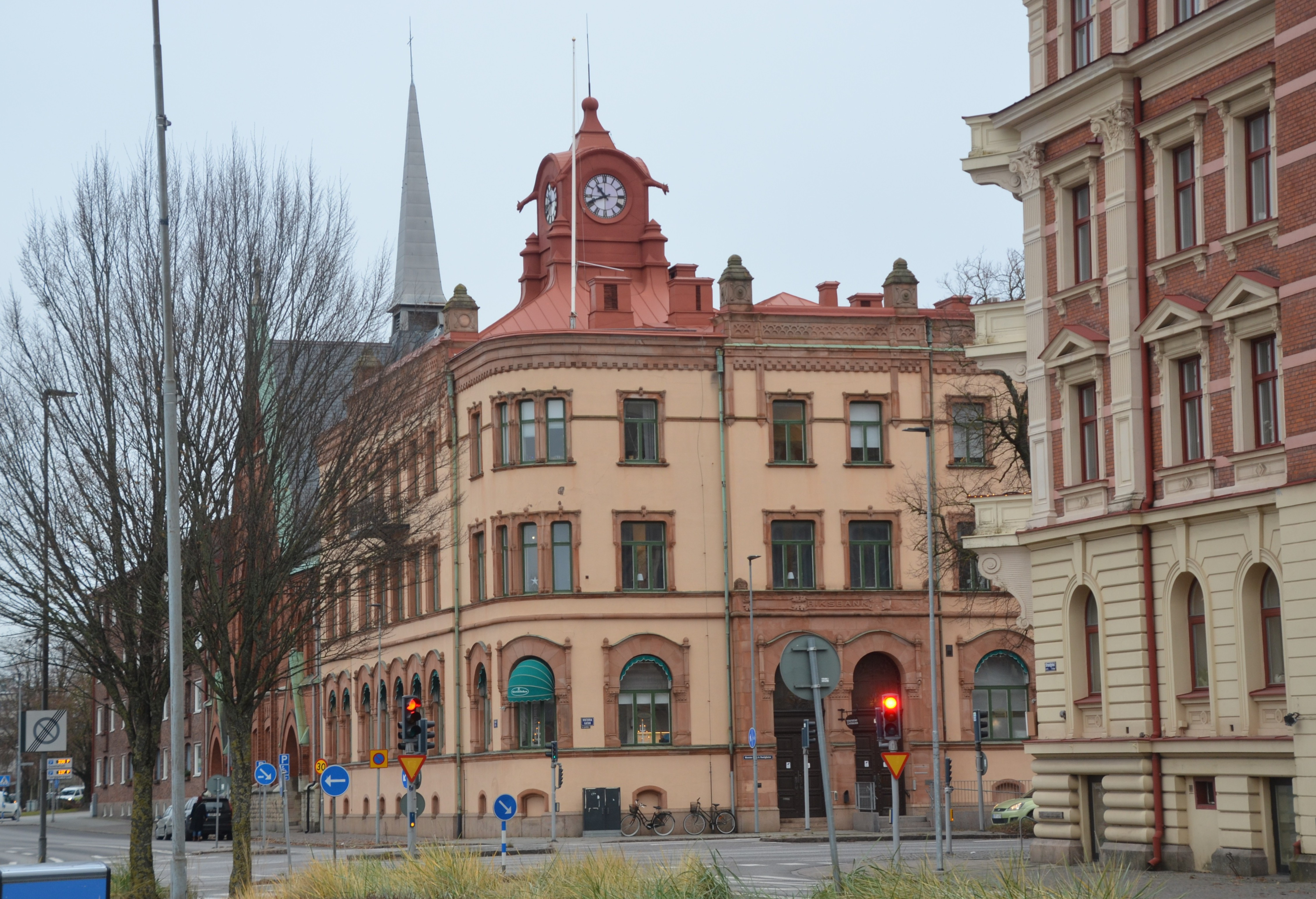
Riksbankshuset i Halmstad
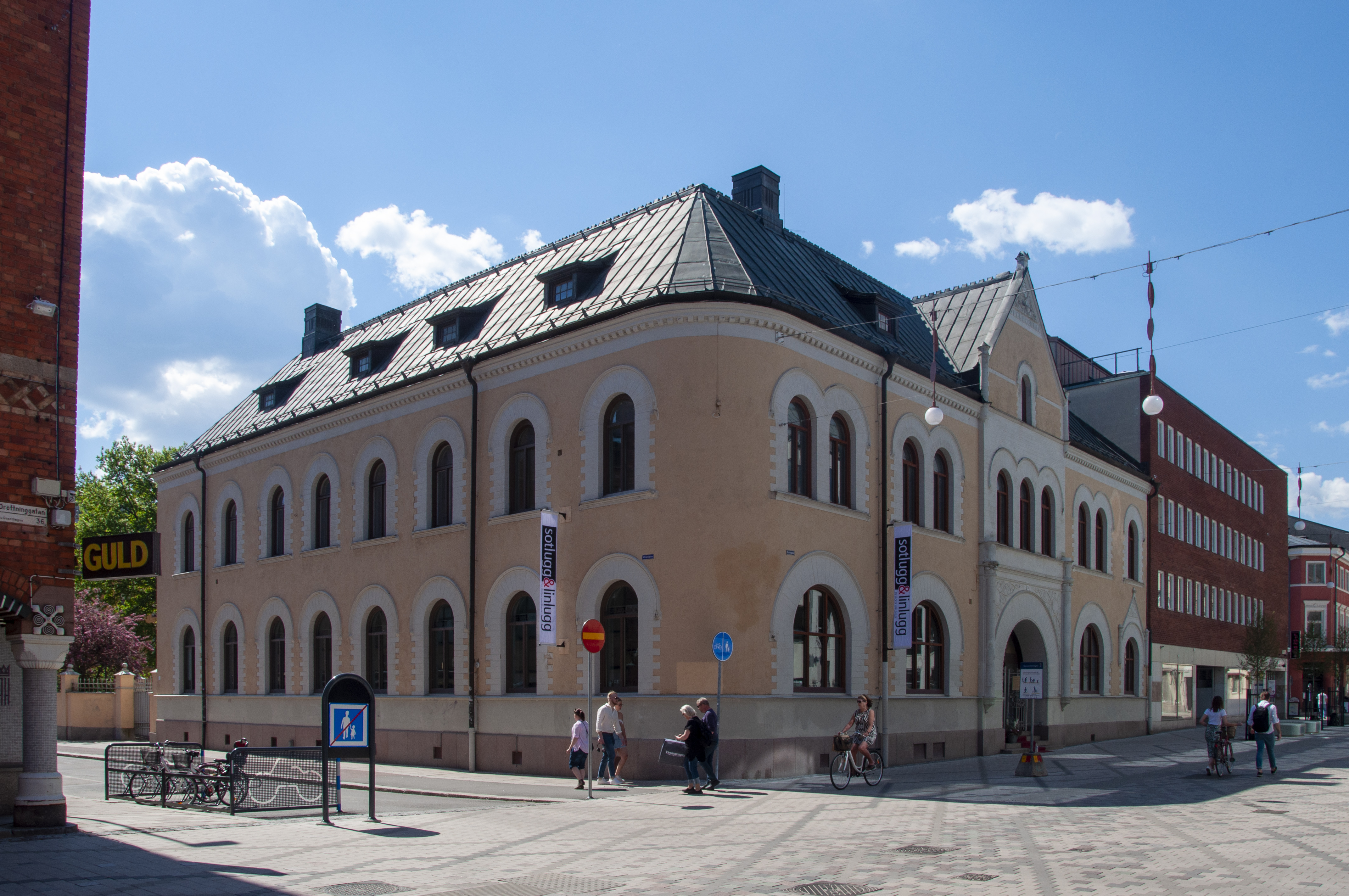
Riksbankshuset i Gävle
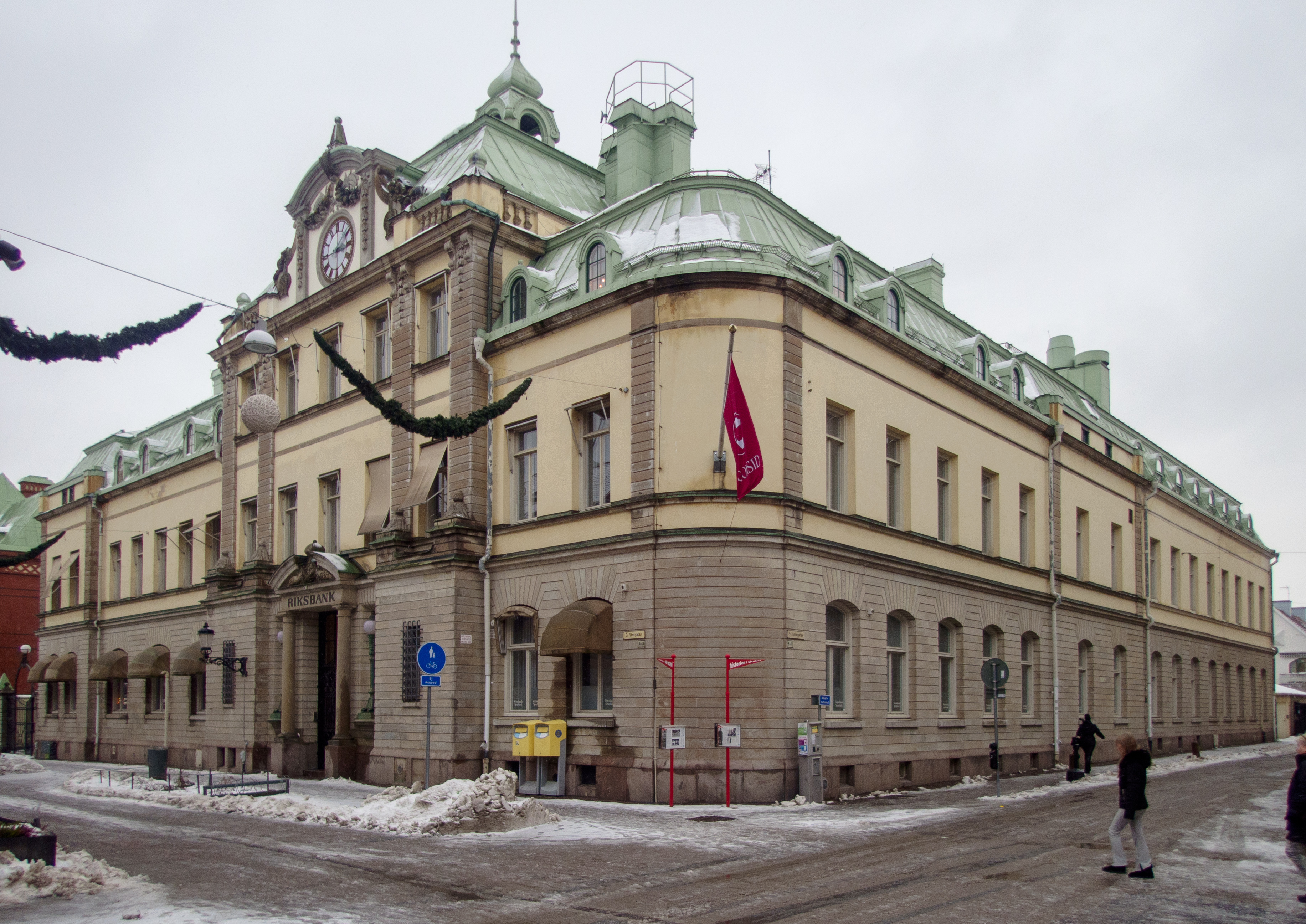
Riksbankshuset i Nyköping
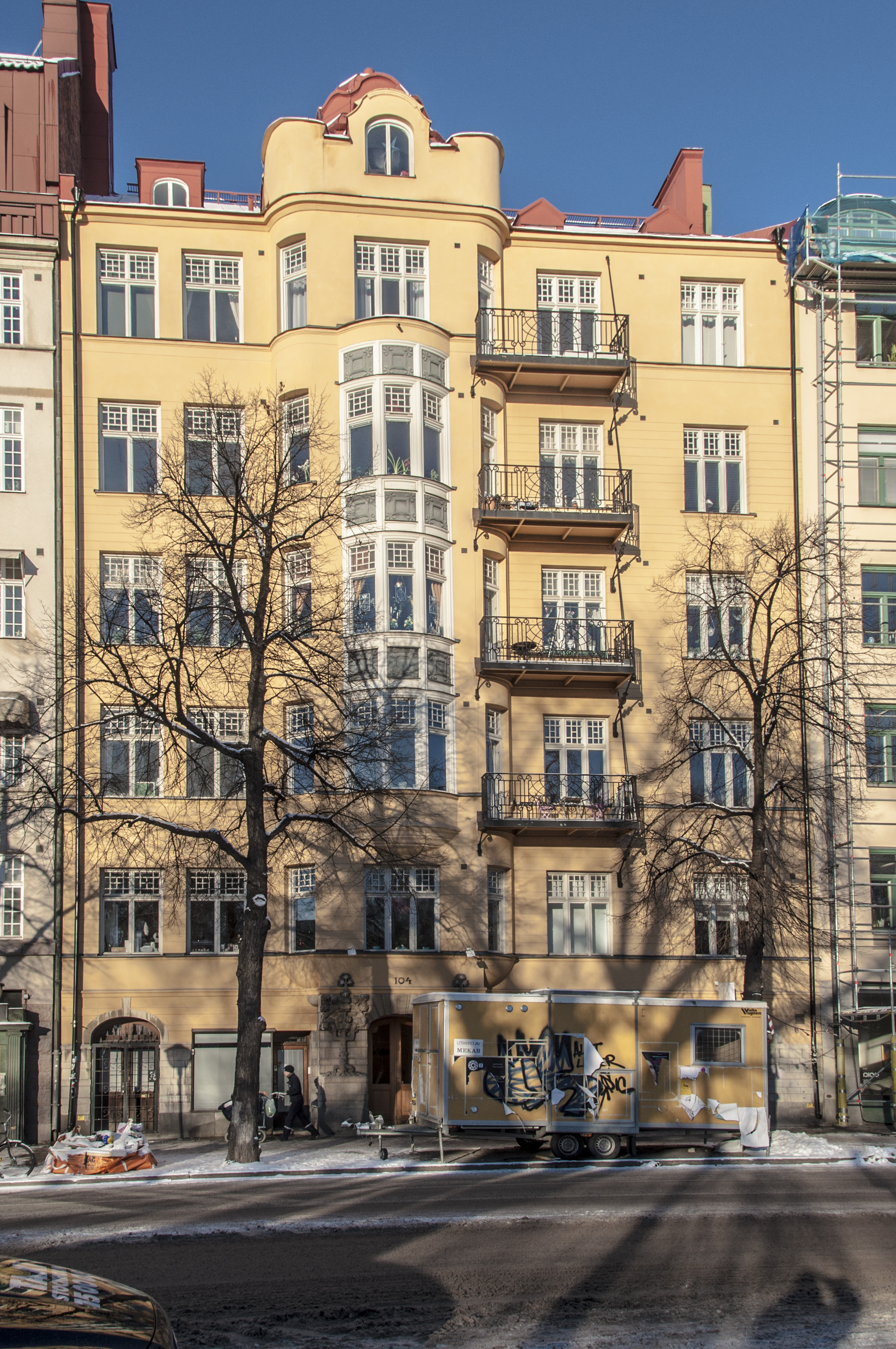
Odengatan 104, Stockholm. Borgstedts eget hus.